# Romain Gary
Romain Gary (Vilnius, Rusland, 21 mei 1914 – Parijs, 2 december 1980), geboren Roman Kacew,  geregeld ook werkend onder pseudoniem, onder meer als Emile Ajar, was een Frans-joods schrijver, vertaler, filmregisseur en diplomaat. Hij won, als enige schrijver, tweemaal de Prix Goncourt, eenmaal als Gary, eenmaal als Ajar. Behalve in het Frans publiceerde Gary ook in het Engels.

## Leven en werk

### Leven
Gary werd op 21 mei 1914 (8 mei volgens de juliaanse kalender) geboren in Vilnius, dat destijds deel uitmaakte van het Keizerrijk Rusland. Na de Russische Revolutie en de Pools-Russische Oorlog ging Vilnius deel uitmaken van de Tweede Poolse Republiek. 
Met zijn moeder emigreerde Gary eerst naar Warschau. Op elfjarige leeftijd trok hij met haar naar Nice, in Frankrijk. Hij studeerde rechten Universiteit van Aix-Marseille in Aix-en-Provence. Vanaf 1933 woonde hij in Parijs. In 1938 nam hij dienst bij de Franse luchtmacht. Na de Duitse inval in Frankrijk in 1940 vloog hij naar Engeland en sloot zich aan bij de Vrije Franse strijdkrachten van Charles de Gaulle. Hij vocht met de geallieerden in Noord-Afrika en Normandië, waarbij hij ook nog een poos krijgsgevangen werd.
Na de oorlog werd Gary diplomaat bij internationale ambassades en was hij onder meer secretaris van de Franse delegatie bij de Verenigde Naties en consul-generaal in Los Angeles.
Van 1945 tot 1962 was Gary getrouwd met Lesley Blanch. Van 1962 tot 1970 was Gary getrouwd met Jean Seberg.

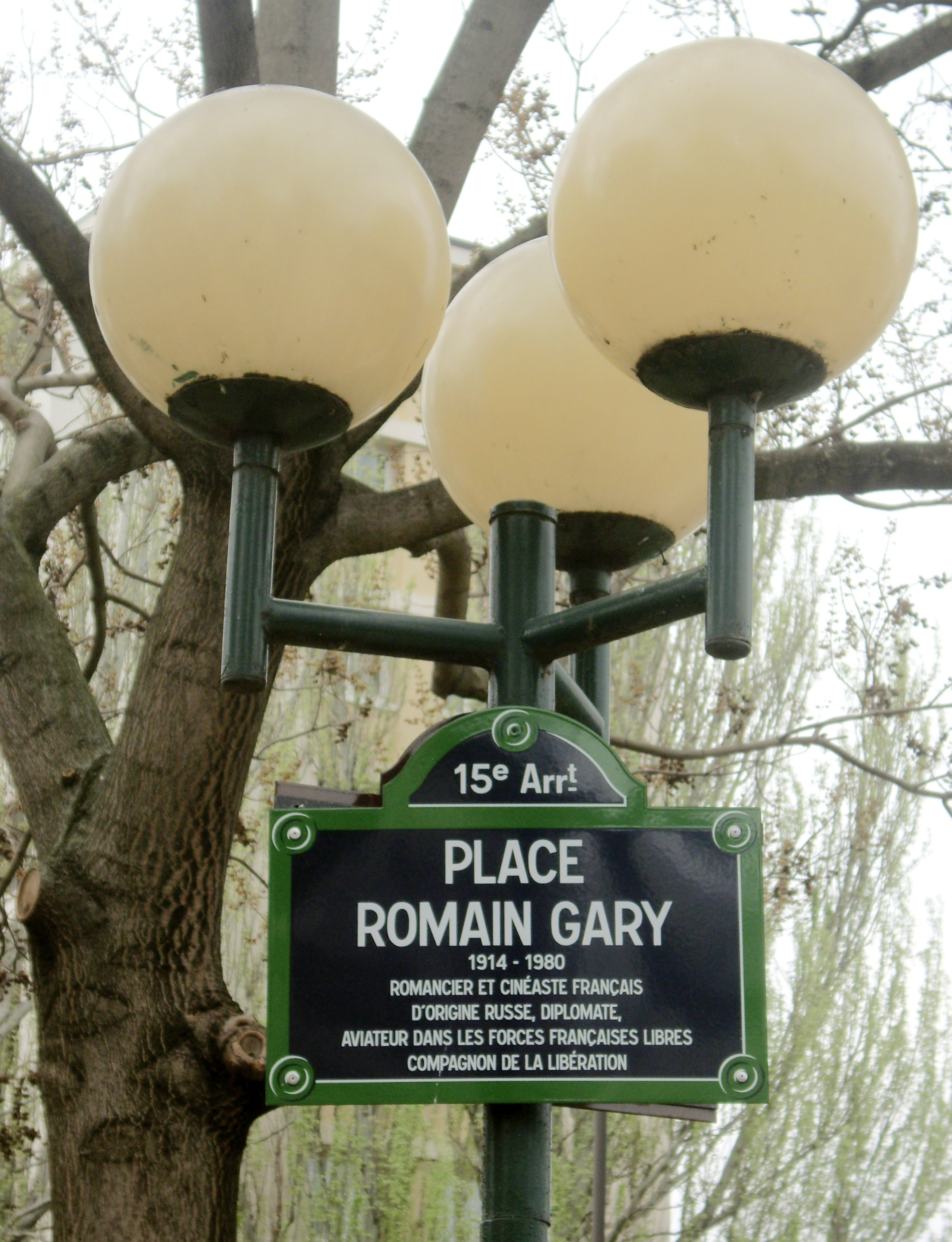
Place Romain Gary, Parijs

### Auteur
Als schrijver debuteerde Gary in 1945 met Éducation européenne (Leerschool Europa), een roman over de Duitse bezetting van Polen. In zijn algemeenheid geldt Gary als een pessimistisch auteur die schrijft in een verzorgde stijl, met veel bittere humor. Een van zijn bekendste boeken is Les Racines du ciel (1956, De laatste kudden van Afrika), waarvoor hij de Prix Goncourt ontving. 

#### Gary / Ajar
Na de dood van Gary werd uit een nagelaten tekst duidelijk dat hij een en dezelfde persoon was als Emile Ajar, die in 1975 voor de roman La Vie devant soi (Een heel leven voor je) eveneens de Prix Goncourt toegekend had gekregen. Daarmee is Gary de enige schrijver die deze prijs (die eigenlijk maar eenmaal aan een schrijver wordt uitgereikt) tweemaal heeft ontvangen.

### Gary en de film
Veel van Gary's boeken zijn verfilmd:
- 1958 - de avonturenfilm The Roots of Heaven (van John Huston, met Errol Flynn, Juliette Gréco en Trevor Howard) is de verfilming van de roman Les Racines du ciel (1956).
- 1959 - het drama The Man Who Understood Women (van Nunnally Johnson, met Henry Fonda en Leslie Caron) is de verfilming van de roman Les Couleurs du jour (1952).
- 1965 - de komedie Lady L. (van Peter Ustinov, met Sophia Loren, Paul Newman en Trevor Howard) is de verfilming van de gelijknamige roman (geschreven in 1959, verschenen in 1963).
- 1970 - het drama Promise at Dawn (van Jules Dassin, met Melina Mercouri en Assi Dayan) is de verfilming van de roman La Promesse de l'aube (1960).
- 1977 - het drama La Vie devant soi (van Moshé Mizrahi, met Simone Signoret) is een verfilming van de gelijknamige roman (1975).
- 1979 - het drama Clair de femme (van Costa-Gavras, met Romy Schneider en Yves Montand) is de verfilming van de gelijknamige roman (1977).
- 1979 - de komedie Gros-Câlin (van Jean-Pierre Rawson, met Jean Carmet) is de verfilming van de gelijknamige roman (1974).
- 1981 - het drama Your Ticket Is No Longer Valid (van George Kaczender, met Richard Harris en Jennifer Dale) is de verfilming van de roman Au-delà de cette limite votre ticket n'est plus valable (1975).
- 1982 - de horrorfilm White Dog (van Sam Fuller, met Kristy McNichol) is de verfilming van de roman Chien blanc (geschreven in 1960, verschenen in 1970).
- 1994 - de komedie Les Faussaires (van en met Gérard Jugnot) is de verfilming van de roman La Tête coupable (1968).
- 2017 - het drama La Promesse de l'aube (van Éric Barbier, met Pierre Niney en Charlotte Gainsbourg) is ook een verfilming van de gelijknamige roman (1960).
- 2020 - het drama La vita davanti a sé (van Edoardo Ponti, met Sophia Loren) is ook een verfilming van de roman La Vie devant soi (1975).

Ook regisseerde hij zelf enkele verfilmingen van zijn werk:
- 1968 - Les oiseaux vont mourir au Pérou. Zijn vrouw Jean Seberg speelde de hoofdrol. Hij schreef zelf het scenario, gebaseerd op een eigen verhaal (1962).
- 1971 - Kill!. Zijn vrouw Jean Seberg speelde opnieuw de hoofdrol. Hij schreef zelf het scenario.

Verder schreef hij mee aan het scenario voor de beroemde oorlogsfilm The Longest Day (1962).
Gary was twee keer te zien als acteur:
- 1936 - Nitchevo (Jacques de Baroncelli)
- 1967 - La Route de Corinthe (Claude Chabrol)